# Реми, Жюль
Жюль Реми (фр. Jules Rémy или фр. Julio Rémy, или фр. Remy Jules Achille, 1826 — 1893) — французский натуралист, ботаник.

## Биография
Жюль Реми родился в Луверси (департамент Марна) 2 сентября 1826 года в семье учителя. Реми учился в школе при семинарии в Шалоне, затем в Высшей нормальной школе Парижа. С 1848 по 1850 год он работал ассистентом профессора коллежа Роллен, во время отпуска Реми изучал флору Арденн. Затем он получил возможность исследовать острова Гавайи, посетить Канары, Бразилию, Чили, Боливию, Перу и Океанию в рамках научных миссий. 3 года Жюль Реми прожил в Гонолулу. Там он встретил английского путешественника сэра Бренчли, с которым затем посетил Калифорнию, Солт-Лейк — земли мормонов, о жизни которых он затем написал заметки, Сан-Франциско, Канаду. В следующих путешествиях Реми также исследовал Северную Африку и Гималайи. Из своих путешествий он привез заметки о естественной истории, обычаях и языках стран, которые он посетил, и богатые коллекции фауны, флоры и минералов.
Жюль Реми специализировался на папоротниковидных и на семенных растениях. Реми впервые описал род Бригамия в 1851 году на островах Ниихау, Кауаи, Молокаи и Мауи и назвал его в честь геолога Уильяма Бригама. Он занимался сбором растений в Пичинче, Котопакси и Чимборасо в ноябре 1856 года.
Жюль Реми вернулся в Луверси в 1868 году, женился и систематизировал свои находки. Он опубликовал свои исследования на французском и латинском языках. Реми умер в декабре 1893 году в родном городе.